# Italianos de Corfú

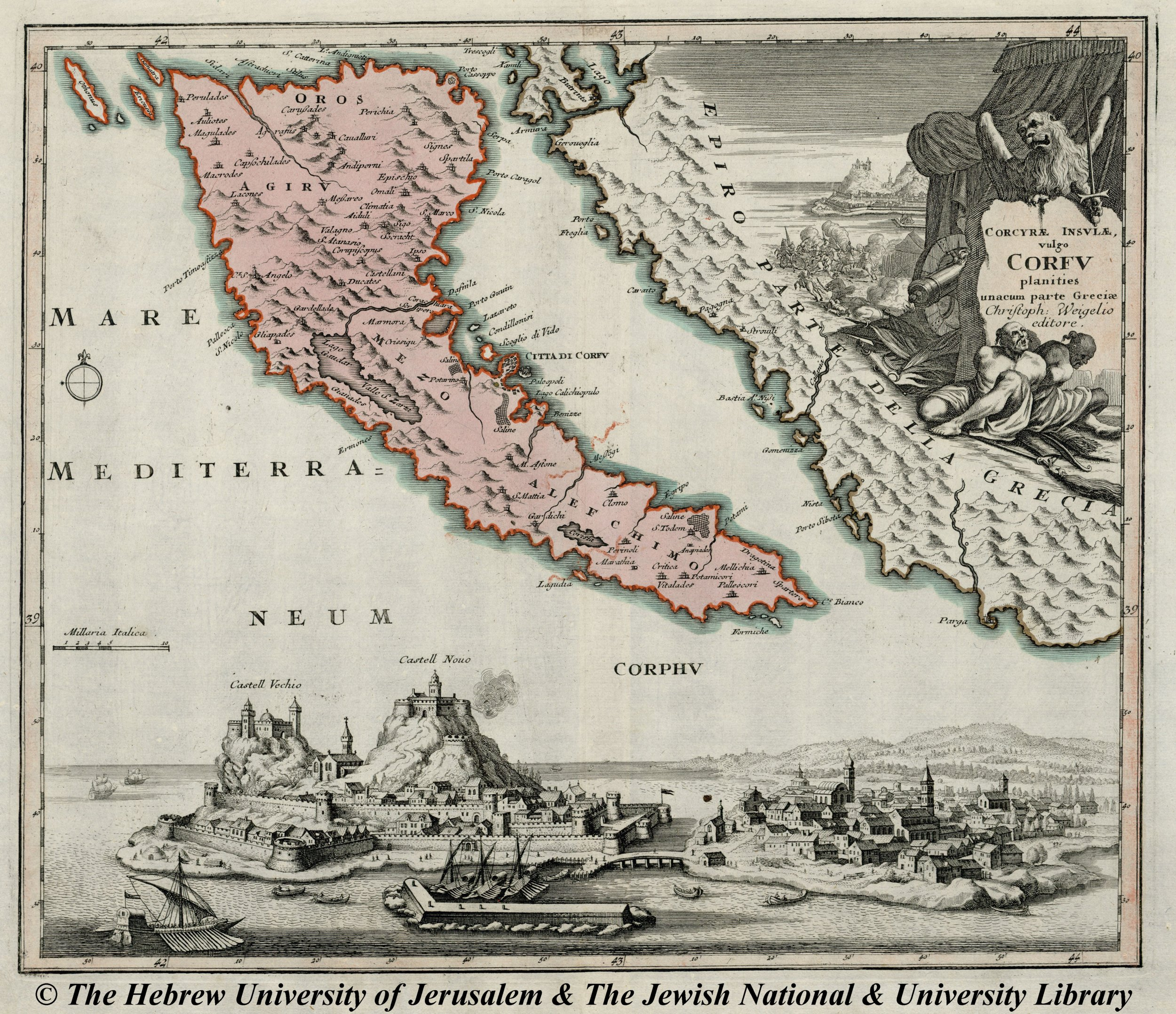
Mapa del Corfú veneciano realizado por Christoph Weigel en 1720, cuando los italianos corfiotas eran mayoría en la capital (Città di Corfu)

Los Italianos de Corfú (o "italianos corfiotas") son una población de la isla griega de Corfú (Kerkyra) con vínculos étnicos y lingüísticos con la República de Venecia. Su nombre fue establecido específicamente por Niccolò Tommaseo durante el Risorgimento italiano. Durante la primera mitad del siglo XX, Mussolini (cuyo régimen fascista promovía los ideales de la irredentismo italiano) utilizó con éxito a los italianos corfiotas como pretexto para ocupar Corfú dos veces.

## Orígenes

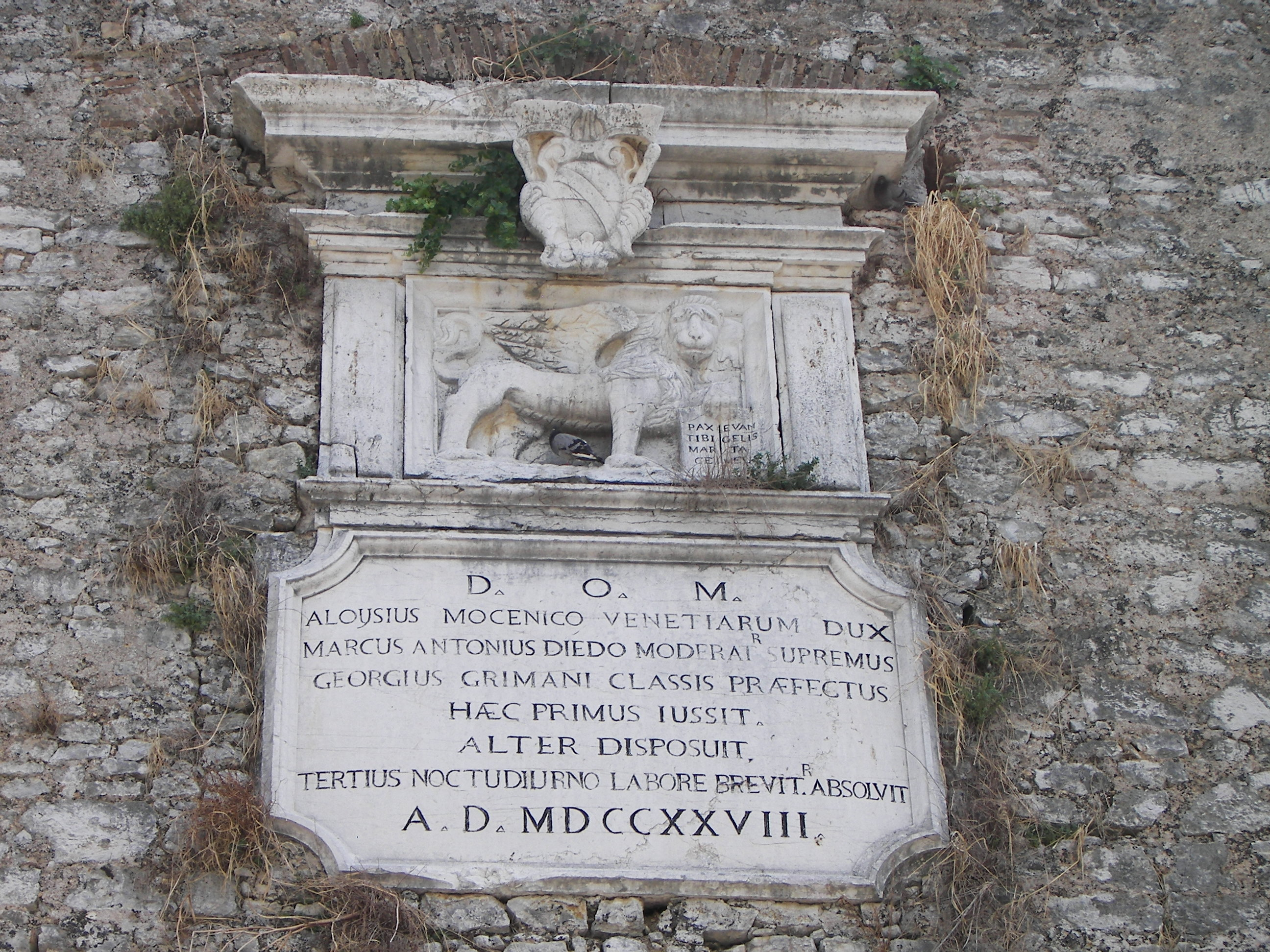
Blasón veneciano con el León de San Marcos, como el que se encuentra frecuentemente en las murallas de la Fortaleza Nueva

Los orígenes de la comunidad italiana de Corfú se encuentran en la expansión de los Estados italianos hacia los Balcanes durante y después de las Cruzadas. En el siglo XII, el Reino de Nápoles envió algunas familias italianas a Corfú para gobernar la isla. A partir de la Cuarta Cruzada de 1204, la República de Venecia envió muchas familias italianas a Corfú. Estas familias llevaron a la isla la lengua italiana de la Edad Media.
Cuando Venecia gobernaba Corfú y las islas jónicas, lo que duró durante el Renacimiento y hasta finales del siglo XVIII, la mayoría de las clases altas corfias hablaban Italiano (o específicamente Veneciano en muchos casos), pero la masa del pueblo seguía siendo griega étnica, lingüística y religiosamente antes y después de los asedios otomanos del siglo XVI.
Los italianos de Corfú se concentraban principalmente en la ciudad de Corfú, que los venecianos llamaban "Città di Corfu". Más de la mitad de la población de la ciudad de Corfú en el siglo XVIII hablaba la lengua veneciana.
El resurgimiento del nacionalismo griego, tras la época napoleónica, contribuyó a la desaparición gradual de los italianos corfianos. Corfú acabó incorporándose al Reino de Grecia en 1864. El gobierno griego suprimió todas las escuelas italianas de las islas jónicas en 1870 y, como consecuencia, en la década de 1940 sólo quedaban cuatrocientos italianos corfiotas.

## Herencia veneciana

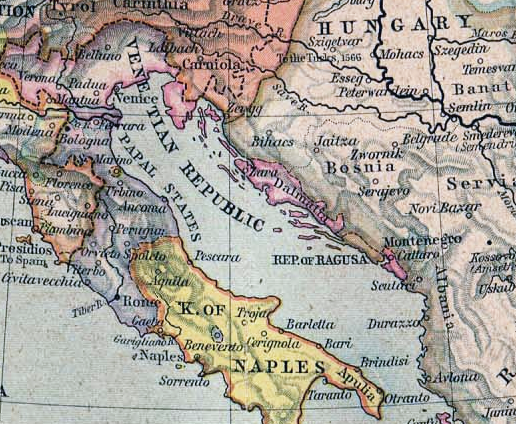
Mapa de la República de Venecia en 1560, mostrando parcialmente Corfú en la parte inferior.

La República de Venecia dominó Corfú durante casi cinco siglos hasta 1797. Aunque fue asaltada varias veces por fuerzas navales y terrestres otomanas y sometida a cuatro notables asedios en 1537, 1571, 1573 y 1716, en los que la gran fuerza natural de la ciudad y sus defensores se impuso una y otra vez. La eficacia de las poderosas fortificaciones venecianas de la isla fue un gran factor que permitió a Corfú seguir siendo el último bastión de la civilización griega y cristiana libre e ininterrumpida en el sur de los Balcanes tras la caída de Constantinopla. Will Durant, historiador estadounidense, afirma que Corfú debía a la República de Venecia el hecho de ser la única parte de Grecia que nunca fue conquistada por los turcos musulmanes. Los otomanos ocuparon brevemente algunas de las otras islas jónicas, pero no tuvieron éxito con sus cuatro asedios a Corfú. Este hecho dio a Corfú y a Malta el título de "bastiones de la Europa cristiana" durante el último Renacimiento.

### Lengua
Durante estos siglos, muchos venecianos se trasladaron a la isla. Debido a su asociación con la élite gobernante, a finales del siglo XV, la influencia de la lengua y la cultura italianas (incluida en cierto modo la Iglesia católica) asumió un papel predominante en la isla. Hasta la segunda mitad del siglo X la Veneto da mar se hablaba en Corfú, y la lengua local griega asimiló un gran número de palabras italianas y venecianas, muchas de las cuales siguen siendo comunes hoy en día. De hecho, incluso antes de la caída del Imperio Bizantino, gran parte de la población de Corfú hablaba el Veneto da mar o la Lingua Franca Mediterránea Sabir como segunda o primera lengua.

"Corfú también tenía un problema demográfico debido a las constantes invasiones turcas. Venecia declaró una invitación a todos los que quisieran trasladarse y vivir en Corfú. Cretenses, peloponesos, gente del Epiro y muchos venecianos se trasladaron a Corfú. Se concedieron terrenos a los venecianos para que se quedaran en la isla de forma permanente."

Corfú pasó como dote del Déspota de Epiro griego a Manfredo de Sicilia en 1259, y no volvió a ser gobernada por griegos hasta el siglo XIX. Se convirtió en veneciana en 1386, aunque, a excepción de la ciudad de Corfú, que mantuvo una mayoría de población de habla veneciana (debido en parte a la italianización de la comunidad judía de la capital), la mayoría de los campesinos conservaron el griego como primera lengua.
Según el historiador Ezio Gray, las pequeñas comunidades de población de habla veneciana de Corfú se asimilaron en su mayoría después de que la isla pasara a formar parte de Grecia en 1864 y, sobre todo, tras el cierre de todas las escuelas italianas en 1870. Sin embargo, la lengua italiana mantuvo cierta importancia, como demuestra el hecho de que poetas como Stefano Martzokis (Marzocchi era el apellido del padre, un italiano de Emilia-Romagna) y Geranimos Markonos, el primero de Corfù y el segundo de Cefalonia, escribieran algunos de sus poemas en italiano durante la segunda mitad del siglo XIX.

### Cultura y aprendizaje
La dominación veneciana influyó significativamente en muchos aspectos de la cultura de la isla. Las familias feudales venecianas aplicaron una política suave, pero en cierto modo asimiladora, hacia los nativos, que empezaron a adoptar muchos aspectos de las costumbres y la cultura venecianas. Se animó a los corfiotas a enriquecerse con el cultivo del olivo, pero se les impidió entrar en competencia comercial con Venecia. La isla sirvió incluso de refugio para los eruditos griegos, y en 1732 se convirtió en la sede de la primera Academia de la Grecia moderna. El primer periódico de Corfú fue en italiano: el semanario oficial (Gazzetta degli Stati Uniti delle Isole Jone) se publicó por primera vez en 1814. Primero en italiano, luego en griego e italiano, y finalmente, a partir de 1850, en griego e inglés; y continuó durante todo el tiempo que duró el Protectorado inglés hasta 1864. Muchos judíos italianos se refugiaron en Corfú durante el periodo veneciano y hablaban su propia lengua, una mezcla de hebreo y veneciano con algunas palabras griegas.
La influencia veneciana también fue importante en el desarrollo de la ópera en Corfú. Durante el dominio veneciano, los corfiotas desarrollaron un ferviente aprecio por la ópera italiana, y muchos compositores locales, como los italianos corfiotas Antonio Liberali y Domenico Padovani desarrollaron su carrera con el teatro de Corfú, llamado Teatro di San Giacomo.
La cocina de Corfú también mantiene algunas delicias venecianas, cocinadas con recetas locales picantes. Entre los platos se encuentra la "Pastitsada" (el plato más popular de la isla de Corfú, que proviene del plato veneciano Spezzatino), "Strapatsada", "Sofrito", "Savoro", "Bianco" y "Mandolato". Algunas tradiciones de Corfú fueron introducidas por los venecianos, como el Carnaval (Ta Karnavalia).

### Arquitectura

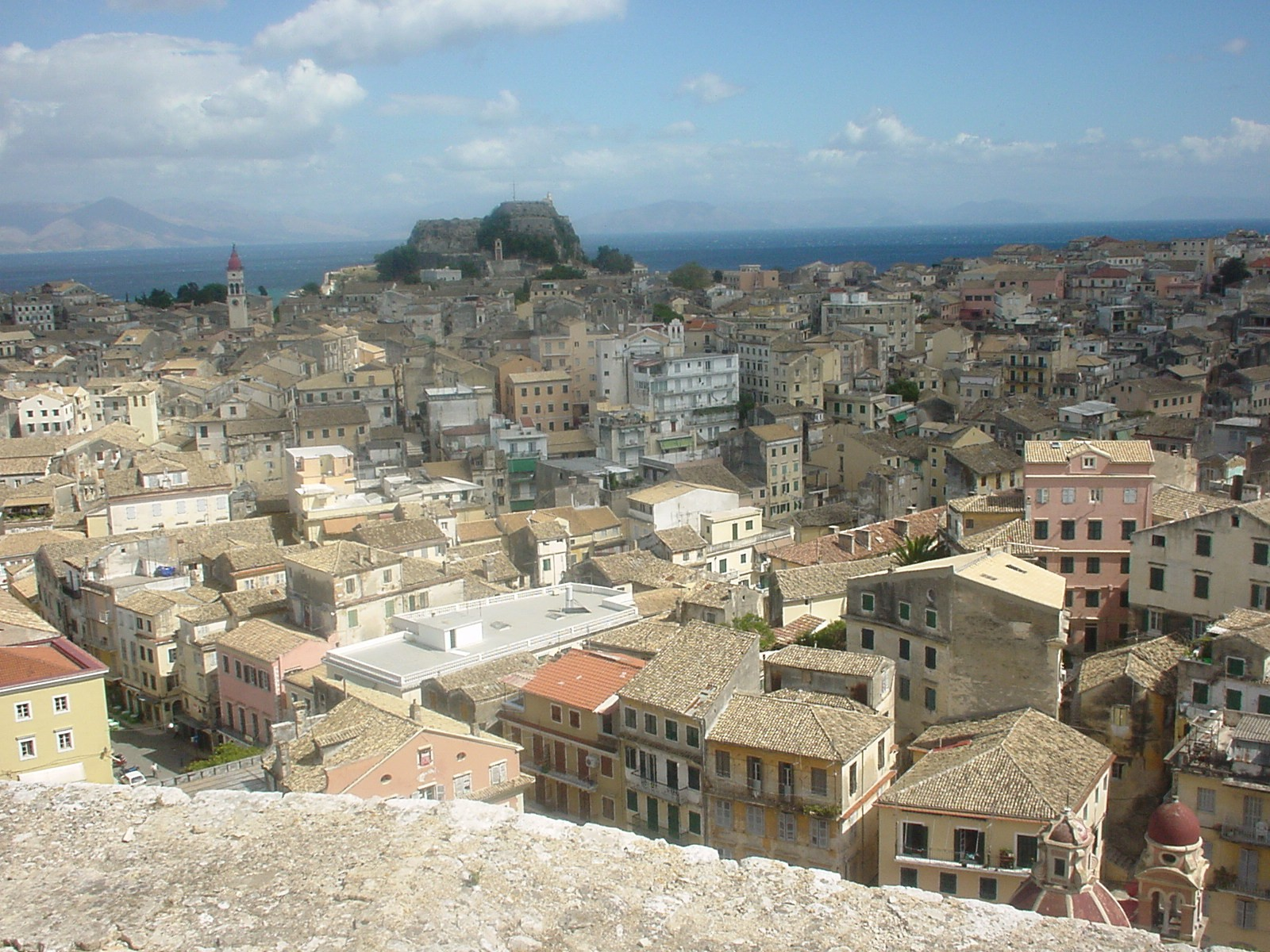
Vista de la ciudad de Corfú desde la Fortaleza Nueva, con la Fortaleza Vieja visible al fondo.

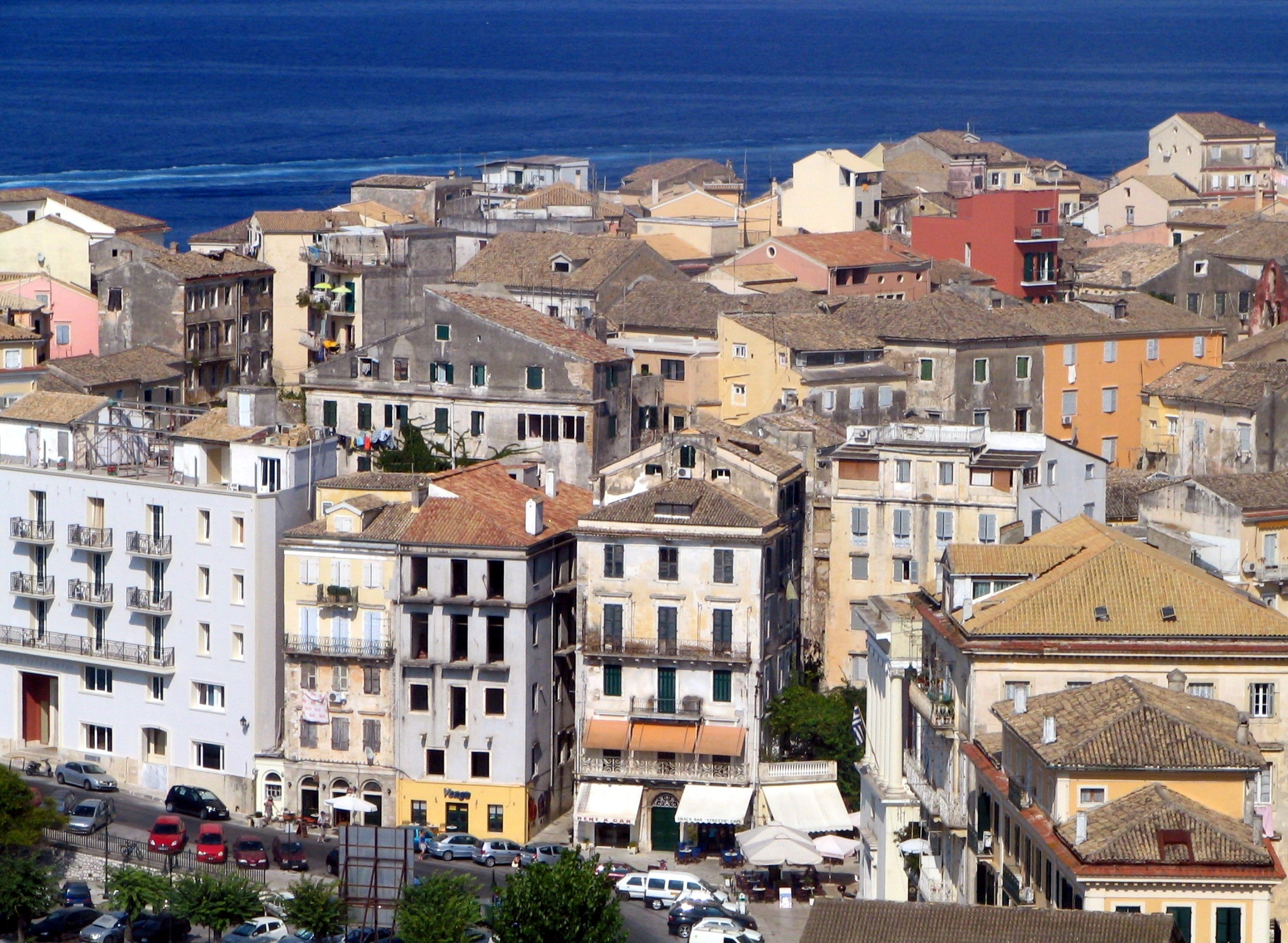
Vista del barrio veneciano

La arquitectura de la ciudad de Corfú sigue reflejando su larga herencia veneciana, con sus edificios de varios pisos, sus amplias plazas como la popular "Spianada" y las estrechas callejuelas empedradas conocidas como "Kantounia". La ciudad comenzó a crecer durante el periodo veneciano en una colina baja situada entre los dos fuertes. En muchos aspectos, Corfú tipifica la pequeña ciudad veneciana, o borgo, de los que se conservan numerosos ejemplos en los antiguos territorios venecianos del Mar Adriático, como Ragusa y Spalato en Dalmacia. Al igual que en la propia Venecia, los "campi" se desarrollaron de forma aleatoria en el tejido urbano, donde era natural que los residentes se reunieran, especialmente alrededor de las iglesias, los edificios cívicos, las fuentes y las cisternas. El mejor ejemplo de este tipo de espacio es la Plateia Dimarcheiou ("Plaza del Ayuntamiento"), dominada en su lado norte por la Loggia dei Nobili del siglo XVII (que hoy sirve de sede del gobierno local) y en el lado este por la iglesia católica de San Iakovos, o Santiago, de finales del siglo XVI. El Renacimiento italiano está mejor representado en Corfú por las estructuras que se conservan de la Fortezza Vecchia (Fortaleza Vieja) en el lado oriental de la ciudad, construida por el ingeniero militar veronés Michele Sanmicheli y el veneciano Ferrante Vitelli, que también diseñó la fortaleza posterior en el oeste, la Fortezza Nuova.
Los venecianos promovieron la Iglesia católica durante sus cuatro siglos de dominio en Corfú. En la actualidad, la mayoría de los corfianos son cristianos ortodoxos griegos (siguen la religión oficial de Grecia). Sin embargo, todavía hay un porcentaje de católicos (5% o c. 4.000 personas) que deben su fe a sus orígenes venecianos. Estos católicos contemporáneos son en su mayoría familias procedentes de Malta (unos dos tercios), pero también de Italia durante la dominación veneciana. La comunidad católica reside casi exclusivamente en la "Ciudadela" veneciana de la ciudad de Corfú, conviviendo armoniosamente con la comunidad ortodoxa.

#### Teatro di San Giacomo

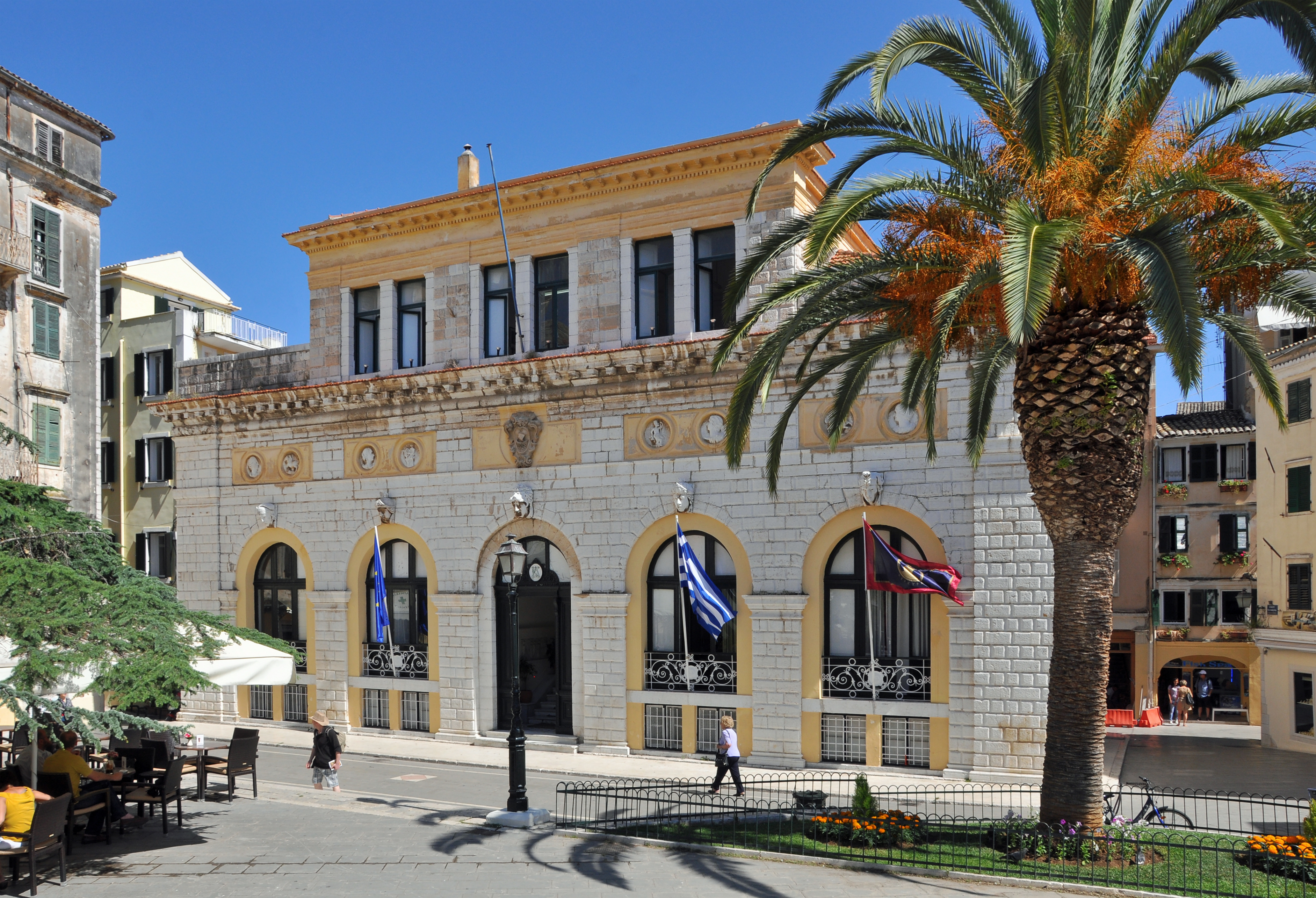
Nobile Teatro di San Giacomo di Corfù (now Corfu City Hall)

Durante la dominación veneciana, los corfiotas desarrollaron un ferviente aprecio por la ópera italiana, que fue la verdadera fuente del extraordinario (dadas las condiciones de la Grecia continental) desarrollo musical de la isla durante esa época. El teatro de ópera de Corfú durante los siglos XVIII y XIX fue el del Nobile Teatro di San Giacomo, El teatro recibió el nombre de la vecina catedral católica, pero más tarde se convirtió en el Ayuntamiento. Una larga serie de compositores locales, como Antonio Liberali (hijo de un director de banda italiano del ejército británico, que más tarde tradujo su apellido a "Eleftheriadis"), Domenico Padovani (cuya familia está en Corfú desde el siglo XVI) o Spyridon Xyndas contribuyeron a la fama del Teatro di San Giacomo.
La primera ópera que se representó en el Teatro San Giacomo se remonta a 1733 ("Gerone, tiranno di Siracusa"), y durante casi doscientos años, entre 1771 y 1943, se representaron en el escenario del teatro San Giacomo casi todas las composiciones operísticas importantes de la tradición italiana, así como muchas otras de compositores griegos y franceses. Esta impresionante tradición, que invoca un pasado musical excepcional, sigue reflejándose en la mitología que sustenta el teatro de la ópera de Corfú, que tiene fama de figurar en los itinerarios de trabajo de los famosos cantantes de ópera. Los intérpretes de ópera que triunfaban en el teatro eran distinguidos con el galardón applaudito in Corfu ("aplaudido en Corfú") como homenaje a la exigente sensibilidad musical del público de la isla.

## Italianos corfiotas y el Risorgimento

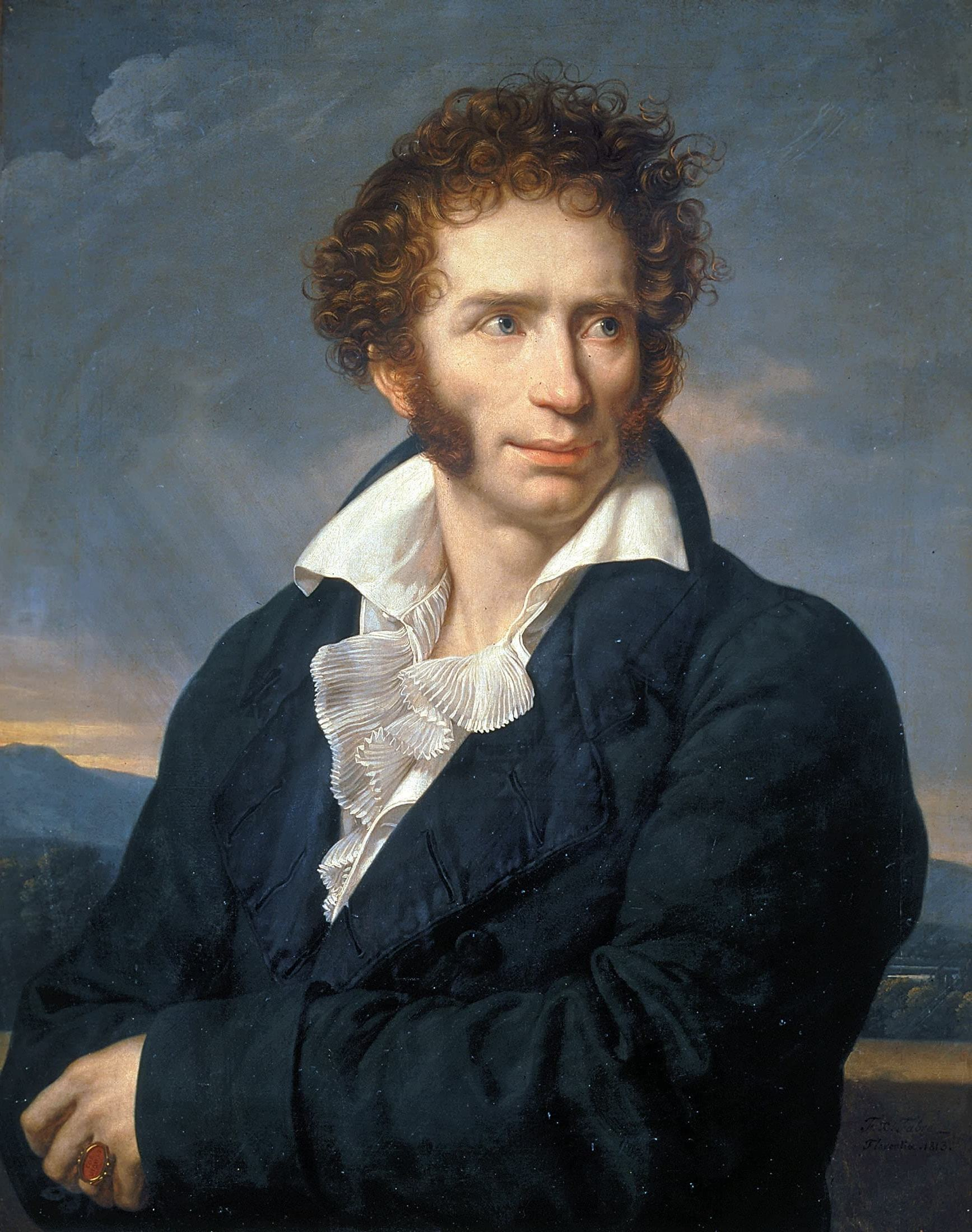
Ugo Foscolo, héroe del Risorgimento italiano, nació en Zante y vivió brevemente en Corfú.

El Risorgimento italiano se concentró inicialmente en la península italiana con las zonas continentales circundantes (Istria, Dalmacia, Trentino, Nizzardo, etc.) y no llegó a Corfú ni a las islas jónicas. Uno de los principales héroes del Risorgimento italiano, el poeta Ugo Foscolo, nació en Zante de una familia noble veneciana de la isla, pero sólo promovió superficialmente la posible unificación de las islas Jónicas a Italia.
El primer periódico de Corfú fue en italiano: el semanario oficial (Gazzetta degli Stati Uniti delle Isole Jonie) se publicó por primera vez en 1814. Primero en italiano, luego en griego e italiano, finalmente a partir de 1850 en griego e inglés; y continuó durante todo el Protectorado inglés hasta 1864.
Según el historiador Ezio Gray, las pequeñas comunidades de habla veneciana de Corfú se asimilaron en su mayoría después de que la isla pasara a formar parte de Grecia en 1864 y, sobre todo, después de que se cerraran todas las escuelas italianas en 1870.
Sin embargo, la lengua italiana mantuvo cierta importancia, como demuestra el hecho de que poetas como Stefano Martzokis (Marzocchi era el apellido del padre, un italiano de Emilia-Romagna) y Geranimos Markonos, el primero de Corfù y el segundo de Cefalonia, escribieran en italiano algunos de sus poemas en la segunda mitad del siglo XIX.
La isla de Corfú fue un refugio para muchos italianos en el exilio durante las Guerras de la Independencia de Italia, como Niccolò Tommaseo (que se casó con Diamante Pavello-Artale, una italiana corfiota).
Sin embargo, después de la Primera Guerra Mundial, el Reino de Italia comenzó a aplicar una política de expansionismo hacia la zona del Adriático y vio a Corfú como la puerta de este mar. Benito Mussolini desarrolló una posición nacionalista extrema de acuerdo con los ideales del irredentismo italiano y promovió activamente la unificación de Corfú a Italia.
Los italianos de Corfú, aunque reducidos a unos pocos centenares en la década de 1930, recibieron un fuerte apoyo de la propaganda fascista y en el verano de 1941 (tras la ocupación italiana de las islas Jónicas) se reabrieron las escuelas italianas en la ciudad de Corfú. Durante la Segunda Guerra Mundial Mussolini promovió un primer desarrollo del irredentismo italiano en Corfú, similar al que se estaba promoviendo en Saboya.

## Ocupaciones italianas de Corfú
Italia ocupó Corfú en dos ocasiones: la primera, sólo durante unos meses en 1923, tras el asesinato de oficiales italianos; la segunda, durante la Segunda Guerra Mundial, de abril de 1941 a septiembre de 1943.

### Incidente en Corfú de 1923
A finales de diciembre de 1915, Italia envió una fuerza militar a Corfú bajo el mando del general Marro. Establecieron allí oficinas de correos con las tropas de ocupación francesas. En 1915-1919, las fuerzas italianas y francesas (así como las fuerzas de Serbia) permanecieron en la isla. Los italianos no tenían intención de retirarse, pero los británicos y el gobierno francés les obligaron a desplazarse.
En 1923, los italianos intentaron ocupar de nuevo Corfú, pero, en la mañana del 27 de agosto de 1923, unos desconocidos asesinaron al general Enrico Tellini y a tres oficiales de la comisión fronteriza italiana en la frontera greco-albanesa.
Italia hizo un anuncio pidiendo en 24 horas las siguientes exigencias: una disculpa oficial del gobierno griego; la conmemoración de los muertos en la iglesia católica de Atenas, con la participación de todos los miembros del gobierno griego; la rendición de honores a la bandera italiana y a la escuadra naval italiana anclada en Faliro; una investigación de las autoridades griegas, con la participación del oficial italiano Perone di San Martino, que debería terminar en un plazo de 5 días; la pena de muerte para los culpables; el pago de 50 millones de liras italianas en un plazo de 5 días por parte del gobierno griego como indemnización; y, por último, que los muertos fueran honrados con honores militares en Preveza.
El gobierno griego respondió aceptando sólo las tres primeras y la última demanda. En consecuencia, utilizando esto como pretexto, el Ejército italiano atacó repentinamente Corfú el 31 de agosto de 1923. El comandante Antonio Foschini pidió al prefecto de Corfú que entregara la isla. El prefecto se negó e informó al gobierno. Foschini le advirtió que las fuerzas italianas atacarían a las 17:00 horas y los corfianos se negaron a izar la bandera blanca en la fortaleza. Siete mil refugiados, 300 huérfanos y el hospital militar fueron alojados en la Fortaleza Vieja, así como la Escuela de Policía en la Fortaleza Nueva. A las 17:05 los italianos bombardearon Corfú durante 20 minutos. Hubo víctimas entre los refugiados de la Fortaleza Vieja y el Prefecto ordenó izar la bandera blanca. Los italianos asediaron la isla y pusieron las fuerzas en tierra. Desde el principio de su posesión, empezaron a infligir duros castigos a la gente que tenía armas, y los oficiales declararon que su posesión era permanente. Diariamente requisaban las casas y censuraban los periódicos. Grecia pidió la intervención de la Sociedad de Naciones, de la que eran miembros tanto Grecia como Italia, y exigió la solución del problema mediante un arbitraje. El gobierno italiano de Benito Mussolini se negó, declarando que Corfú seguiría ocupada hasta la aceptación de las condiciones italianas. El 7 de septiembre de 1923, la Conferencia de Embajadores en París terminó con la evacuación de las fuerzas italianas de Corfú, que finalmente comenzó el 20 de septiembre de 1923 y terminó el 27 del mismo mes.

### Segunda Guerra Mundial
Después de la Primera Guerra Mundial, Italia había emprendido una política de expansionismo hacia el Adriático, en la que Corfú desempeñaba un papel importante, ya que controlaba la entrada al mismo. Como demostró el incidente de 1923, Mussolini y el irredentismo italiano habían puesto sus ojos en la isla. La comunidad italiana era una herramienta especialmente útil, y fue apoyada y explotada por la propaganda fascista.
Durante la Segunda Guerra Mundial, Mussolini quiso poseer las Islas Jónicas, lo que consiguió con la ayuda de los alemanes durante la Guerra Greco-Italiana. Los italianos ocuparon Corfú desde el 28 de marzo de 1941. Pusieron en marcha un proceso de italianización, con la creación de escuelas italianas, centrado en la pequeña comunidad superviviente de los italianos de Corfú, que aún hablaban el dialecto veneciano, pero que por aquel entonces sólo contaba con 500 personas, que vivían principalmente en la ciudad de Corfú.

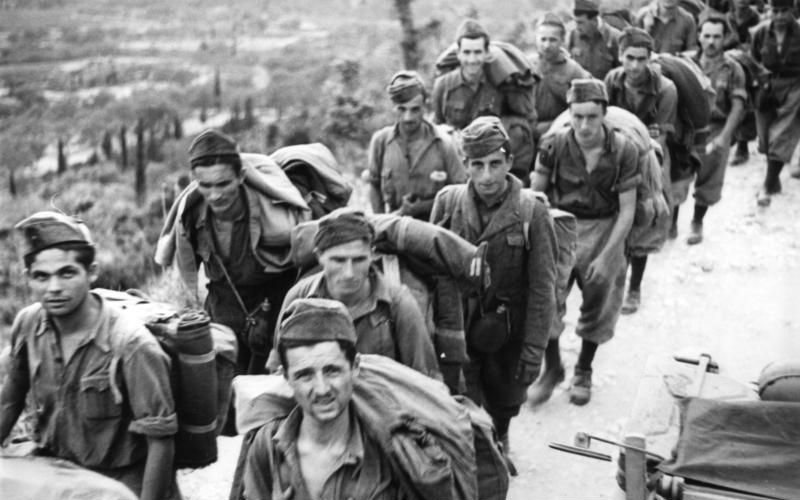
Soldados italianos hechos prisioneros por los alemanes en Corfú, septiembre de 1943

La primera reacción a la ocupación italiana se produjo el primer domingo de noviembre de 1941. Durante la procesión de San Espiridón, los jóvenes fascistas corfiotas italianos participaron y provocaron a los estudiantes de los institutos griegos. Cuando la procesión llegó a la Plaza Superior, los estudiantes comenzaron a salir mientras cantaban las canciones nacionales griegas. Los grupos "Carbinaria" y "Finetsia" fascistas atacaron y detuvieron a muchos estudiantes griegos, golpeándolos y exiliando a algunos de ellos a la isla de Othonous. Después de este episodio hubo una relativa calma en Corfú hasta la rendición de Italia el 9 de septiembre de 1943.
Del 10 al 14 de septiembre de 1943, los alemanes trataron de obligar a la guarnición italiana de Corfú a rendirse, mientras que los prisioneros políticos de la pequeña isla de Lazareto fueron liberados. Finalmente, en la mañana del 13 de septiembre, los corfianos se despertaron con los desastres de la guerra, ya que los alemanes atacaron la isla. Los ataques aéreos alemanes continuaron durante todo el día bombardeando el puerto, las fortalezas y los puntos estratégicos. Durante la noche del 14 de septiembre, se produjeron enormes daños en las juderías de los Santos Padres y de San Atanasio, en el Palacio de Justicia, en el Parlamento Jónico, en la Academia Jónica, en la que se alojaba la Biblioteca, en las Escuelas de Enseñanza Media, en el Hotel "Bella Venezia", en la Aduana, en las Casas Solariegas y en el Teatro. Finalmente, a la semana siguiente, los alemanes ocuparon la isla con enormes pérdidas entre los italianos, y posteriormente deportaron a los casi 5.000 judíos (hablantes del itálico) de la isla a campos de concentración, donde la mayoría pereció.
Actualmente, la lengua veneciana ya no se habla en Corfú, ya que sus últimos hablantes murieron en la década de 1980. Además, en la ciudad de Corfú sólo hay unos pocos judíos que aún hablan el itálico, una lengua judía mezclada con muchas palabras venecianas.

## Italiano con influencias venecianas/apulianas

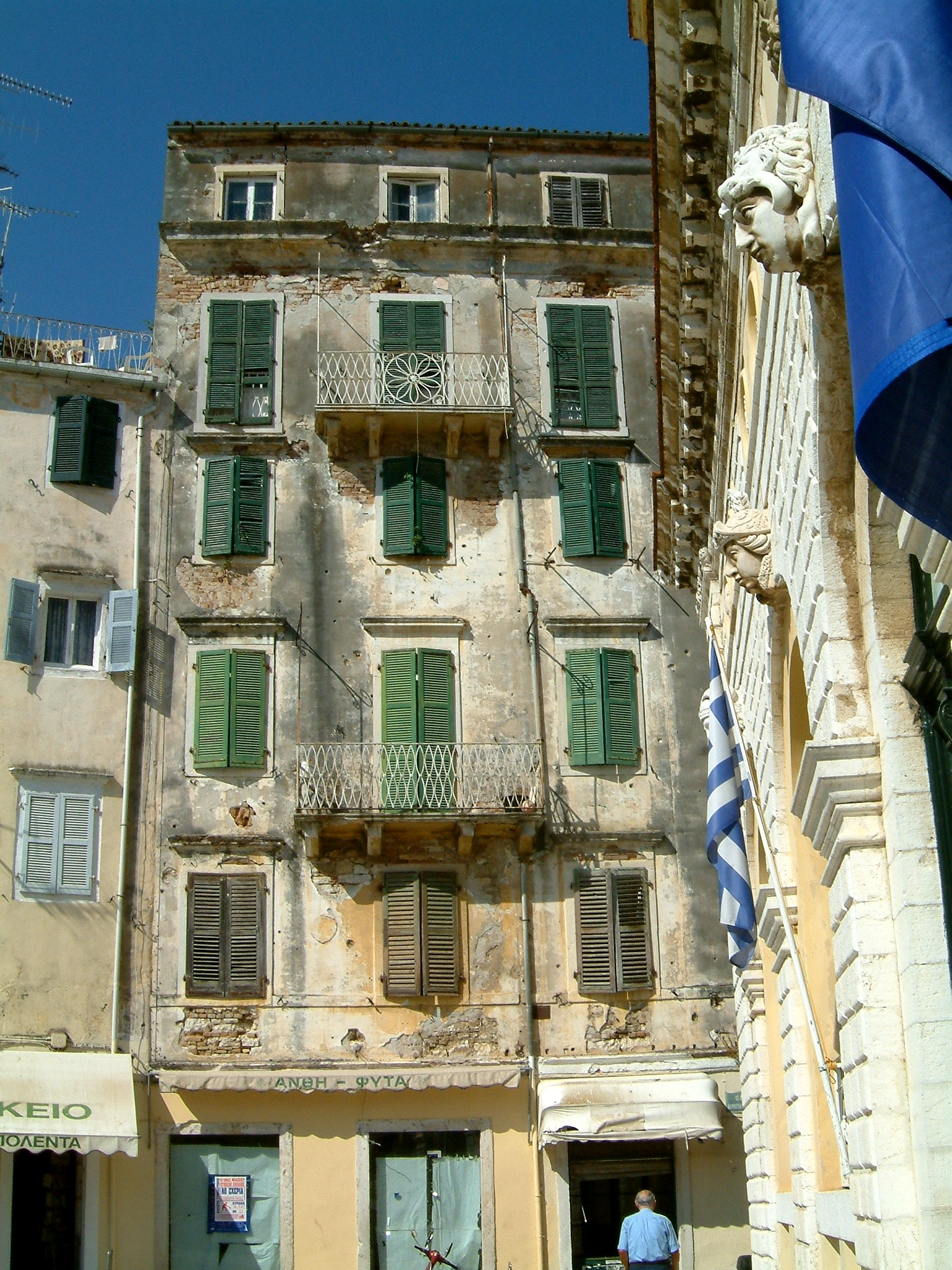
Antiguos edificios de estilo veneciano del centro de la ciudad de Corfú.

Históricamente, la clase alta de la comunidad judía de Corfú hablaba un dialecto veneciano con algunas modificaciones (debido a la influencia del griego) (véase "itálico").
El veneciano de los judíos de Corfú se diferenciaba, por tanto, del mismo dialecto veneciano que hablaban los no judíos en la misma ciudad. Una característica de este dialecto es la formación en "ò" del plural de los sustantivos terminados en "à", una formación que se originó en la terminación hebrea, simplificada, según las leyes italianas de la fonología, en "ò", por ejemplo, el plural italianizado de "berakah" es "berakhò" (por "berakot"); de ahí "novità", "novitò"; "città", "cittò". Es de suponer que no ha habido literatura judía en este dialecto, ya que la propia Venecia adoptó muy pronto el italiano puro como lengua oficial, y todos los documentos de la comunidad judía de Corfú estaban escritos en esa lengua, que servía también en las escuelas hebreas como medio de traducción de la Biblia.
Los judíos de Apulia, que trajeron de la costa italiana su lengua vernácula y algunos ejemplares, que aún se conservan, de su literatura, encontraron también una residencia permanente en Corfú. El dialecto de Apulia era, por tanto, hablado por la clase baja de la comunidad judía. Existen dos canciones de amor apulianas, aparentemente originales, en un manuscrito, de las cuales una es una composición independiente con un propósito bastante escabroso, mientras que en la segunda cada estrofa está precedida por una de un poema religioso hebreo sobre un tema bastante diferente. Ambos están escritos en caracteres hebreos, al igual que una composición semioriginal que contiene las reglas de la cena de Pascua, de la que puede citarse el siguiente párrafo (con palabras italianas retraducidas):

"Pigiamu la cu li doi signali, e la spartimu a menzu, edizzimu: Comu spartimu chista, cussi spardiu lu Mari Ruviu, e passàra li padri nostri intra di issu e fizzi cun issi e . Cussì cu fazza cu nùi; chistu annu accà, l'annu che veni à la terra di omini liberi.—Menza mintimu sotto la tovaggia pir, e l'altva menza infra li doi, pir cu farrimu."

El pasado simple ("vitti", "vidisti", "vitti") era el único en uso entre los judíos apulianos, que coincidían en este aspecto con los apulianos de la costa italiana; se diferenciaban de éstos, sin embargo, en la formación del futuro, que se expresa mediante el auxiliar "anzu" (= "tengo"), como en el continente, y un infinitivo posterior, que siempre se resuelve, como en el griego moderno. Esta resolución se da con bastante frecuencia en la zona de Bari (con las partículas "mu" o "mi"), pero no con tanta regularidad como en Corfú, donde a excepción de las formas sustantivadas "lu manzari", "lu mbiviri" y algunas otras, el infinitivo no resuelto es absolutamente desconocido. Así, hoy en día "dirò", "aggiu diri" y "aggiu mu dicu" se dan en el continente, pero sólo "anzu cu dicu", en Corfú.
Este dialecto ha sometido todas las palabras prestadas a sus propias leyes de accidentalidad, pero su vocabulario original se ha visto irremediablemente empobrecido y privado de sus mejores elementos. Un judío corfiota que visitara cualquier parte de Apulia habría encontrado dificultades para entender la lengua vernácula hablada o las canciones de los nativos, aunque la estructura gramatical sea exactamente la misma que la de su propio dialecto.
Los judíos pueden presumir de haber conservado el texto más antiguo en dialecto apulense, una colección de traducciones de cantos fúnebres hebreos que data del siglo XIII y que se encuentra en el Museo Británico (MS. Or. 6276). Contiene muchos términos obsoletos muy próximos al latín y muchas de las formas gramaticales más antiguas y completas. Entre sus puntos de interés se encuentran palabras y frases como "tamen sollicitatevi" (="mente"), "etiam Ribbi Ismahel", "lu coriu" (="piel"), "di la carni sua", "la ostia" (="ejército") y "di li cieli". En el siglo XIV, la decadencia del apuliano en Corfú había avanzado tanto que los lectores ya no eran capaces de pronunciar correctamente las palabras de este manuscrito hebreo ni de comprender su significado. En consecuencia, se insertaron puntos vocálicos, pero de forma muy inexacta; y más tarde un escriba incompetente sustituyó incorrectamente "duzzini" (= "docenas"), "douzelli" (= "jóvenes"), "macchina" (= "máquina") por "magina" (= "imagen"), e intentó borrar la terminación superlativa de "grandissima". Tal vez debido a la influencia de la lengua veneciana, se salvaron todos los futuros simples; pero en cuatro o cinco lugares donde se borró el pronombre de la primera persona, las palabras sustituidas han borrado tan completamente las lecturas originales que es imposible descubrir cuál era la antigua forma del peculiar "joni" que ahora se usa junto a "jò".
Hoy en día hay menos de un centenar de judíos corfianos en la isla de Corfú, tras las deportaciones nazis durante la Segunda Guerra Mundial.

## Italianos de Corfú renombrados

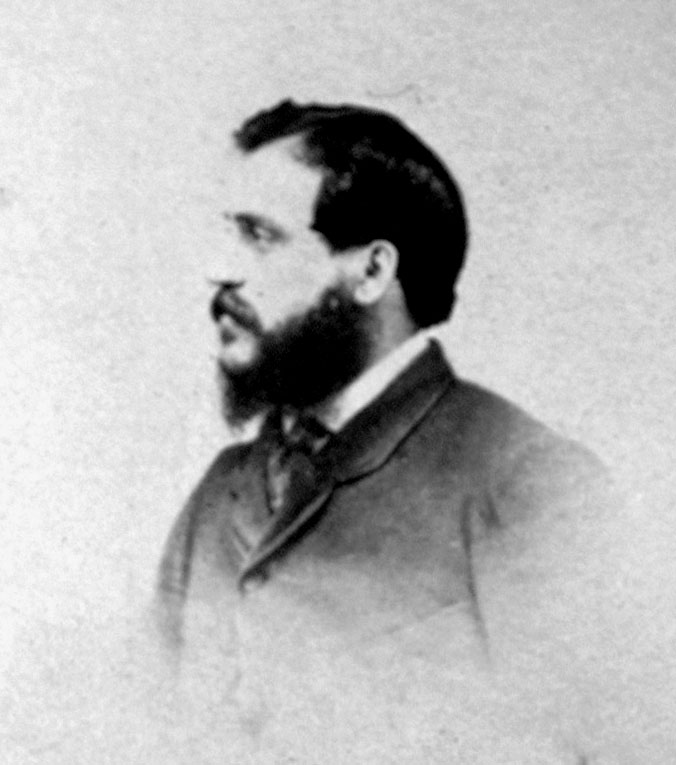
Felice Beato, Fotógrafo italiano de Corfú, en 1866

- Elena D'Angri, una de las cantantes de ópera más famosas del siglo XIX.
- Felice Beato, fotógrafo del siglo XIX, se cree que pasó su infancia en Corfú.
- Antonios Liveralis, músico y compositor de ópera
- Georges Moustaki, cantautor, era hijo de judíos italianos de Corfú.
- Domenico Padovani, músico de ópera y compositor
- Diamante Pavello-Artale, esposa de Niccolò Tommaseo.
- Ektoras Botrini (Ettore Botrini), cocinero y presentador de televisión.